# Apiodiscus
Apiodiscus — рід грибів. Назва вперше опублікована 1940 року.

## Класифікація
До роду Apiodiscus відносять 1 вид:
- Apiodiscus gillii